# Цунамі 3D
Цунамі 3D (англ. Bait 3D) — австралійсько-сінгапурський науково-фантастичний трилер з елементами фільму жахів 2012 року режисера Кімбла Рендолла.

## Сюжет
Могутнє цунамі обрушується на невелике курортне містечко. З морських глибин на берег потрапляють страшні хижаки — акули. Дві з них з великою кількістю води потрапляють в супермаркет, де шлях до виходу виявляється заблокованим. Всі люди, що знаходяться в магазині, опинилися у смертельній пастці. Починається полювання хижаків на панікуючих і переляканих людей. Тим часом ситуація ускладнюється ще й тим, що практично перед ударною хвилею цунамі, в магазин увірвалися декілька бандитів, які збиралися пограбувати супермаркет. Працівник магазину, хлопець на ім'я Джош, намагається взяти ситуацію під контроль.

## Акторський склад
| Актор               | Роль   |
| ------------------- | ------ |
| Ксав'єр Семюель     | Джош   |
| Річард Бранкатісано | Рорі   |
| Алекс Рассел        | Раян   |
| Дем'єн Гарві        | Колінс |
| Джуліен Макмайон    | Дойл   |
| Мартін Сакс         | Тодд   |
| Лінкольн Льюїс      | Кайл   |
| Ці Юу               | Стівен |
| Денієл Вайлі        | Кірбі  |
| Шарні Вінсон        | Тіна   |
| Фібі Тонкін         | Джеймі |
| Кариба Гейн         | Гізер  |